# 潘纳拉诺
潘纳拉诺（義大利語：Pannarano），是意大利贝内文托省的一个市镇。总面积11.73平方公里，人口2065人，人口密度176.0人/平方公里（2009年）。ISTAT代码为062047。